# Loperhet
Loperhet (bret. Loperc'hed) – miejscowość i gmina we Francji, w regionie Bretania, w departamencie Finistère. W 2013 roku populacja gminy wynosiła 3691 mieszkańców. Miejscowość położona jest na lewym brzegu estuarium rzeki Élorn. 